# Arthur Laing (homme politique)
Pour les articles homonymes, voir Arthur Laing et Laing.
Arthur Laing (9 septembre 1904-13 février 1975) est un homme politique canadien de Colombie-Britannique. Il est député fédéral libéral de la circonscription britanno-colombienne de Vancouver-Sud de 1949 à 1953. Il est ministre dans le cabinet du premier ministre Lester Pearson et de Pierre Elliott Trudeau.

## Biographie
Né à Eburne en Colombie-Britannique, Laing naît sur une ferme familiale basée sur Sea Island et qui appartenait au groupe ayant initié la BC Federation of Agriculture.
Arthur gradue de l'Université de la Colombie-Britannique (UBC) avec un Bachelor of Science en agriculture (BSA) en 1926. Il se joint à la Vancouver Millinf and Grain Company la même année. En 1933, il devient directeur de la Agriculture Chemicals Division of Buckerfields Ltd..

## Carrière politique
Laing entame une carrière publique en servant comme conseiller scolaire de la Richmond School Board de 1930 à 1943 et à sa présidence pendant 8 ans. Il tente sans succès d'être élu député libéral provincial de Delta en 1937 et 1941. Laing est président des Libéraux britanno-colombiens avant d'être élu sur la scène fédérale dans Vancouver-Sud lors de l'élection de 1949.
Député fédérale jusqu'en 1953, il démissionne de son poste afin de devenir le chef du Parti libéral de Colombie-Britannique juste avant l'élection provinciale de 1953. Lors de cette élection, seulement trois députés libéraux sont élus à l'Assemblée législative de la Colombie-Britannique. Lui-même élu député de Vancouver-Point-Grey, il perd lors de l'élection de 1956 (en) et à nouveau lors d'une élection partielle dans Burnaby en 1957. Après six ans à la tête des Libéraux, il démissionne de la chefferie.
Redevenu député fédérale de Vancouver-Sud en 1962, il est réélu en 1963, 1965 et 1968. Durant cette période, il entre au cabinet au poste de ministre des Affaires du Nord et des Ressources naturelles (1963), ministre des Affaires indiennes et du Développement du Nord (1966), ministre des Travaux publics (1968) et ministres des Anciens combattants (1972). 
Nommé au Sénat du Canada en 1972, il meurt en fonction en 1975. Plusieurs dignitaires assistent alors ces funérailles.

## Honneurs
En 1967, il est membre honoraire du groupe Blood Band of Blackfoot Indian Confederacy. Un nouvel édifice gouvernemental de Yellowknife est nommé en son nom en 1969. Récipiendaire du prix de la Freedom of the City de Vancouver en 1974. Après son décès, la péninsule Arthur Laing de l'île d'Ellesmere, situé dans le parc national Quttinirpaaq le plus septentrional du Canada, et le pic Arthur Laing sur la frontière Alaska/Yukon. Le pont Arthur Laing, pour lequel il avait milité, dans le centre-ville de Vancouver est ouvert à la circulation en août 1975 et officialisé en mai 1976,.

## Archives
Le fonds Arthur Laing est disponible à Bibliothèque et Archives Canada.